# Tata, mama, bona și eu
Tata, mama, bona și eu (titlul original: în franceză Papa, Maman, la Bonne et moi) este un film de comedie francez, realizat în 1954 de regizorul Jean-Paul Le Chanois, protagoniști fiind actorii Robert Lamoureux, Gaby Morlay, Fernand Ledoux și Nicole Courcel.
Filmul este o lungă adaptare a unei schițe a lui Robert Lamoureux, care descrie o familie franceză obișnuită și relațiile lor cu vecinii, comercianții și personalul de servicii, într-o clădire din Montmartre.

## Rezumat
De mulți ani familia Langlois locuia la Montmartre, într-o clădire liniștită locuită de cei mai diverși oameni. Fernando, capul sever al familiei, predă biologie într-un institut de fete. Gabrielle, soția sa, este traducătoare de romane polițiste cu pasiune pentru actorie. Roberto, fiul lor, un practicant leneș în biroul unui avocat, și Marie-Luise, bona visătoare care așteaptă mereu prințul fermecător.
De data asta nu a fost un Ajun de Crăciun ca de obicei. Marie-Luise după mult timp a părăsit familia Langlois sigură că și-a găsit în sfârșit dragostea iar Roberto a fost concediat din lipsă de angajament la firma sa. În drum spre casă, le întâlnește pe Caterina și pe micuța Silvia, care fără să știe, locuiau în aceeași clădire cu el, plătind o chirie extrem de pipărată.
În timp ce menajerele se perindau, iar dragostea dintre Roberto și Caterina înflorea în secret față de părinții săi, Langlois înșiși au hotărât să o angajeze pe Caterina ca noua lor menajeră. Curând, întreaga familie Langlois a fost cucerită de ea, chiar și de severul Fernando, până la punctul în care a ascuns o mică și nevinovată dragoste pentru ea, care a culminat cu dezvăluirea legăturii dintre ea și fiul său Roberto ca viitori soți și aducerea la cunoștință despre micuța Silvia.

## Distribuție
- Robert Lamoureux – Robert Langlois
- Gaby Morlay – Gabrielle Langlois
- Fernand Ledoux – Fernand Langlois
- Nicole Courcel – Catherine Liseray
- Louis de Funès – dl. Calomel, vecinul meșteșugar
- Madeleine Barbulée – Marie-Louise, prima bonă
- Yolande Laffon – Madeleine Sautopin, prietenul mamei
- Robert Rollis – Léon „alibi”, prietenul lui Robert
- Sophie Sel – dra. Leconte, o studentă a instituției Sainte-Beuve
- Dominique Davray – măcelarul
- Françoise Hornez – Nicole, o vecină
- Judith Magre – Germaine, o angajată a baroului maestrului Turpin
- Hubert Deschamps – un spectator
- Léon Arvel – un părinte
- Claude Castaing –
- Marcel Charvey – bărbatul care se desparte de soția sa
- René Fleur – maestrul Turpin, avocat
- Fabien Loris –
- Virginie Vitry – a doua bonă
- Sophie Mallet – o altă bonă
- Dominique Marcas – Henriette, o angajată a baroului maestrului Turpin
- Gaston Modot – cerșetorul violonist
- Bernard Musson – un spectator
- Michel Nastorg – un spectator
- Paul Villé – unchiul
- Jean Tissier – maestrul Petitot, avocat
- Robert Le Béal – amatorul de theatru
- Jacques Marin – Gaston, un vecin muncitor la Panhard
- Yvonne Constanvt – Denise, croitoreasa, soția lui Gaston
- René-Jacques Chauffard – chiriașul celui de-al șaselea etaj, care adresează plicuri sub numele „Șofer”
- Albert Michel – M. Sautopin, comediantul amator sufleor
- Jean Sylvain – poștașul de revelion
- Jany Vallières – al doilea camarad
- Alix Mahieux – o invitată la reprezentație
- Henri Coutet – chiriașul de la etajul șase
- Charles Bayard – un spectator
- Jean-Paul Le Chanois – un spectateur
- Laure Paillette – spectatoarea cu părul voluminos
- Édouard Francomme – un vecin celibatar
- Christian Brocard – prietenul lui Léon
- Paul Bisciglia – chiriașul de la etajul șase
- Benoîte Lab – Monique, lângă scara școlii
- Pierre Ferval
- Gaëtan Noël
- Barbara Mayo
- Florence Vernet
- Sylviane Humair
- Ariane Dufy
- André Wasley
- Martine Çuhaciender – micuța Sylvie, nepoata Catherinei